# Ladies’ Night
Ladies' Night («Ночь женщин») — шестая серия первого сезона американского мультсериала «Шоу Кливленда». Премьерный показ состоялся 15 ноября 2009 года на канале FOX.

## Сюжет
Донна предпочитает проводить время со старыми подружками, а не с соседями-друзьями, как любит Кливленд. Её муж подозревает, что здесь что-то нечисто.
Однажды, отдыхая с детьми на реке, он случайно встречает Донну и её подружек, для которых становится шоком то, что Донна Таббс снова замужем. Кливленд очень огорчён тем, что она скрывала их брак от своих подружек.
Тем временем, Кливленда-младшего в шутку выдвигают кандидатом на должность Президента ученического совета (Student Council President). Ралло выступает в качестве его советника по предвыборной кампании. В дело идут и попытки клеветы, и попытки выдать Кливленда-младшего за слепого. В итоге, Кливленд избирается Президентом.

## Создание
Автор сценария: Кларенс Ливингстон
Режиссёр: Джастин Ридж
Композитор:
Приглашённые знаменитости: отсутствуют